# American Vacuum Society
AVS: Science and Technology of Materials, Interfaces, and Processing (ehemals American Vacuum Society) ist eine amerikanische Gesellschaft von Physikern, die 1953 gegründet worden ist.
Die AVS ist Mitglied des American Institute of Physics und hat etwa 5000 Mitglieder weltweit, die sich aus den Bereichen Wissenschaft, regierungsnahe Laboratorien und der Industrie zusammensetzen. Die Gesellschaft gibt über das American Institute of Physics die Fachzeitschrift Journal of Vacuum Science and Technology (JVST A and B) heraus.
Die AVS selbst besteht aus elf technischen Divisionen und zwei technischen Gruppen:
- Advanced Surface Engineering Division
- Applied Surface Science Division
- Biomaterial Interfaces Division
- Electronic Materials and Processing Division
- Magnetic Interfaces and Nanostructures Division
- Nanometer-Scale Science and Technology Division
- Plasma Science and Technology Division
- Surface Science Division
- Thin Film Division
- Vacuum Technology Division
- AVS Technical Groups Division
- Manufacturing Science & Technology Technical Group (MSTG)
- MEMS and NEMS Technical Group

## Preise der AVS
- Medard W. Welch Award
- Gaede-Langmuir Award[2]